# 京都放送
株式会社京都放送（きょうとほうそう、英: Kyoto Broadcasting System Company Limited）は、京都府と滋賀県を放送対象地域とする中波放送（AMラジオ放送）事業と、京都府を放送対象地域とするテレビジョン放送事業を兼営している特定地上基幹放送事業者である。
略称はKBSで、テレビ・ラジオともに愛称の「KBS京都」（ケイビーエスきょうと）と呼ばれることが比較的多い。ただし、ラジオにおいては滋賀県の滋賀放送局による放送内で「KBS滋賀」を使用することがある。

## 概要
1951年にラジオ局として開局。「京都放送株式会社」（愛称：ラジオ京都（ラジオきょうと）。現在とは逆に、会社の種類が末尾に付く）として設立された。1964年10月に社名、局名を近畿放送（きんきほうそう）に変更。1969年4月にテレビ局を開局（愛称：近畿放送テレビ）。ラテ兼営への移行は日本で最後であり、ラジオ開局からテレビ開局までの間隔が17年4ヶ月と、日本のラテ兼営局としては一番長かった。
1994年9月22日にイトマン事件に絡み会社更生法の適用を申請し、事実上倒産したが、放送自体は1日も途切れることなく継続し、1995年10月に社名を「株式会社京都放送」に変更。改めて歩を進め、現在に至っている（詳細は後述）。
現在の「KBS京都」の愛称は、1981年（昭和56年）の開局30周年を記念して制定され、現在にいたるまで親しまれている。
2006年（平成18年）4月から、局初のラジオ・テレビ共通マスコットキャラクターとして、賀茂なすをモチーフとしたカモン・ナスが採用されていた。それまでは、ラジオに限り「ラジタン」（黄色の男の子）と「ラジリン」（ピンク色の女の子）が使用されており、2011年1月には新キャラクターの登場が告知されたものの、2014年3月時点では「カモン・ナス」がそのまま使われていた。2021年現在では「カモン・ナス」を含め、マスコットキャラクターは使われていない。
ラジオ・テレビ共通のスポーツテーマ音楽フランツ・フォン・ブロン『ヨーロッパ万歳』（Heil Europa Marsch）である。
また1981年の開局30周年事業の一環で同局のイメージソングとして京都市出身の尾崎亜美に「My Shiny Town」を書き下ろしてもらった。この曲は同年5月5日に発売されたシングル「Love Is Easy」（7A-0075）のカップリングにもなっている。尾崎は京都府立山城高等学校時代にKBSラジオのオーディション番組「アクションヤング大丸」に出場したことがあり、そういう縁もあっての依頼であった。なおKBSでは今でもラジオのオープニング（毎週月曜午前4時55分頃）としてこの曲がフルでかかっている。
2021年（令和3年）4月1日、テレビ・ラジオ兼営民放局だった毎日放送が、ラジオ放送事業をMBSラジオに分社したため、近畿地方における唯一のテレビ・ラジオ兼営民放局となった。

### 事業所
（出典：）
- 本社
  - 京都府京都市上京区烏丸通一条下ル龍前町600番地の1
    - 放送では「京都市上京区烏丸上長者町」と称され、かつては番組宛ての郵便物の宛先として案内されていた。
- 滋賀支社（KBS滋賀）
  - 滋賀県大津市京町4丁目3番33号 京都新聞滋賀プレスビル3階
    - スタジオが設置される。
- 東京支社
  - 東京都中央区日本橋3丁目1番4号 画廊ビル7階
    - スタジオが設置される。
- 大阪支社
  - 大阪府大阪市北区堂島1丁目5番17号 堂島グランドビル6階

廃止
- 京都北支局
  - 京都府福知山市篠尾新町1丁目101番地 京都新聞ビル3階
- 京都南支局
  - 京都府宇治市広野町西裏88番6号 京都新聞社南部支社3階
- 滋賀放送局（KBS滋賀）
  - 滋賀県彦根市立花町6番19号　OBPビル内

## 資本構成
企業・団体の名称、個人の肩書は当時のもの。出典：

### 2023年3月31日
| 資本金       | 発行済株式総数 | 株主数 |
| ------------ | -------------- | ------ |
| 20億6200万円 | 52,480株       | 50     |

| 株主                             | 株式数  | 比率   |
| -------------------------------- | ------- | ------ |
| 京セラ                           | 7,500株 | 14.29% |
| 関西テレビ放送                   | 5,000株 | 09.52% |
| ワコール                         | 3,200株 | 06.10% |
| 京都新聞社                       | 2,600株 | 04.95% |
| オムロン                         | 2,600株 | 04.95% |
| 任天堂                           | 2,600株 | 04.95% |
| フジ・メディア・ホールディングス | 2,500株 | 04.76% |
| 京都銀行                         | 1,600株 | 03.04% |

## 沿革
KBS京都のあゆみを参照。
- 1951年（昭和26年）
  - 4月 - 民間放送初の予備免許。

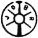
ラジオ京都時代のロゴ（1951年 - 1964年）

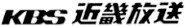
近畿放送時代のロゴ（1964年 - 1981年）

  - 6月 - 京都放送株式会社（呼称・ラジオ京都、KHK　本社とスタジオは中京区烏丸二条上る蒔絵屋町　旧京都商工会議所ビル）創立。
  - 12月19日 - ラジオ放送本免許交付（コールサインJOBR 周波数1140kc 初代送信所北区衣笠山に設置）。
  - 12月24日 - 民間放送事業者では5番目に開局（当初ラジオ単営）。17:00ラジオ放送開始（コールサインJOBR 周波数1140kc 出力500W）。翌日開局したラジオ東京（現：TBSラジオ）の番組を中心に編成。
- 1958年（昭和33年） - 京阪神急行電鉄（現：阪急阪神ホールディングス）、産業経済新聞社、京都新聞社、神戸新聞社、神戸放送（現：ラジオ関西）と共に大関西テレビ放送（現：関西テレビ放送）を設立。
- 1958年（昭和34年） - 京都本局、ラジオ送信所を京都府久世郡久御山町に移転し、出力を10kWに増力。
- 1960年（昭和35年）5月25日 - KBS滋賀が開局。
- 1963年（昭和38年）11月23日 - 髙島屋京都店に西日本初の「ラジオ京都 高島屋サテライトスタジオ」（英語名:RADIO KYOTO Takashimaya SATELLITE STUDIO）開設[9][10]。
- 1964年（昭和39年）10月 - 株式会社近畿放送（略称KBS）に商号変更。
- 1965年（昭和40年） 
  - 西日本初のオールナイト番組『KBS深夜放送』を開始。
  - 5月 - 新社屋が京都新聞社ビルに完成。それまで本社は烏丸通向い側にあった。
- 1968年（昭和43年）12月24日 - テレビ放送試験電波の送信開始（JOBR-TV、比叡山親局送信所34ch、映像出力10kW）。
- 1969年（昭和44年）
  - 2月1日 - テレビ放送、9時30分のテストパターンからサービス放送を開始（京都新聞では、この日からKBSテレビの番組表の掲載を開始した）。
  - 4月1日 - テレビ放送（アナログ放送）を開局（近畿圏初の独立放送局。この開局以降ラジオ局とテレビ局の兼営は無い）。東京12チャンネル（現・テレビ東京）、日本教育テレビ（現・テレビ朝日）とネット関係を結ぶ。
- 1971年（昭和46年） - ラジオ出力20kWに増強する。
- 1975年（昭和50年） - 池内調造が社長に就任。 日本における初の長時間チャリティーテレビキャンペーン特番『宮城まり子のチャリティーテレソン』（世界初25時間の多元中継）を放送[11]。日本初の常設レザリアムシアター開設。
- 1976年（昭和51年） - 『かたつむり大作戦』（交通遺児育英と交通事故撲滅をテーマにしたキャンペーンの長時間生番組）スタート。
- 1978年（昭和53年）
  - 4月 - ラジオ放送、『オールナイトニッポン』のネットを開始。
  - 11月23日 - 国際電気通信連合 (ITU) の決定により、中波放送の周波数間隔が10kHzから9kHzになり、ラジオの京都本局の周波数が1140kHzから1143kHzに変更される。
- 1980年（昭和55年） - テレビ放送、民放初のプライムタイムの情報番組『タイムリー10』を放送開始。
- 1981年（昭和56年）
  - 創立30周年記念キャンペーン「We Love Beautiful KYOTO」（環境に取り組む特別番組）が行われる。
  - 4月1日 - 開局30周年を機に、京都新聞本社南館7（6）階から9階にあった本社を烏丸上長者町の新社屋へ移転（京都御所蛤御門の烏丸通（国道367号）を隔てての向かい。地上5階・地下1階建て[注釈 8]）。同時にKBS京都の呼称を採用[注釈 9]。
  - 同日 - 前述の移転に伴い、テレビ放送で独立局初の音声多重放送を開始する。
- 1983年（昭和58年） - 白石英司社長（兼京都新聞社社長。京都新聞社のオーナー・白石古京の長男）が急死し、内田和隆が後任社長に就任。遺産相続の過程で、KBSと京都新聞社に英司社長が進めていた不動産投資の失敗による約70億円の簿外債務が発覚。京都新聞社グループに調査委員会が設けられるも、明確な方針を立てることはできなかったが、これが後の経営破綻の序章となった。
- 1984年（昭和59年）5月 - 簿外債務処理などを巡り、京都新聞社が内田社長の解任要求を明らかにするが、株主総会招集直前に撤回。英司未亡人・浩子が京都新聞社、英司の母（白石古京夫人）がKBSを支持し、京都新聞社とKBS（および白石一族内）の確執が表面化。大株主である京都信用金庫常任顧問の山段芳春[注釈 10]が浩子未亡人側についていたとされる。
- 1985年（昭和60年） - 1988年（昭和63年） - この頃、簿外債務処理のためにKBSが切った約束手形が闇金融に流れる。KBSは、山段の知人で、闇金融に顔が利くと言われていた許永中に事態収拾を依頼し手形回収に成功。KBSは許を同社の資産管理会社の1つ「KBSびわ湖教育センター」の代表取締役に就任させる。
- 1987年（昭和62年） 12月24日 -ラジオ開局記念日に京都本局3代目の自立設置型ラジオ送信所（京都府久世郡久御山町）を設置。
- 1989年（平成元年）
  - 6月 - KBSが資本金を10億円から20億円に増資。京都信用金庫傘下のノンバンクであるキョート・ファンド（会長は山段）が筆頭株主になり、関西新聞（前出の許永中が事実上のオーナーと言われた）も資本参加。また、福本邦雄がKBS社長に就任（内田前社長は副社長として残留）。新社長は画商が本職だったが、のちに許が総合商社のイトマンに売ることになる絵画や骨董類を福本に売るなどの仲となっていた。京都新聞社は取締役派遣を取りやめ、のちの再建による出資までの間KBSと絶縁状態になる（ただし京都新聞社との報道協定は継続しており、同社で放送する『京都新聞ニュース』（テレビ・ラジオとも）は継続して放送した）。
  - 12月 - ダイエー傘下のダイエーファイナンス（現・セディナ）がKBS本社の建物と土地に146億円の根抵当権を設定していた事が発覚。福本社長就任直後に設立された不動産会社の「KBS開発」に対する融資の担保とされていた。経営陣は従業員に対する説明を回避し、労働組合は翌年より経営陣およびダイエーなどへの抗議を展開。「京都唯一[注釈 11]の民間放送局を守ろう」との掛け声の下、リスナーやパーソナリティも参加しての広範な運動に発展。
- 1991年（平成3年）
  - 6月4日 - イトマン事件強制捜査でKBS本社が大阪地方検察庁と大阪府警察本部の家宅捜索を受ける。この模様は本局のニュースでも放送された。直後の株主総会で福本社長、内田前社長らが辞任。
  - 9月 - KBSは、大阪地方裁判所に根抵当権設定登記抹消請求訴訟を起こす。
- 1994年（平成6年）
  - 9月22日 - 親会社の京都新聞社にも跨る経営陣の内紛および、イトマン事件に巻き込まれるなどで経営が悪化し、労働組合員有志が給与未払いを理由に京都地方裁判所に会社更生法適用を申請して経営破綻、事実上倒産する。免許事業である民間放送局としては日本初の倒産事例となったが、申請の数年前から存続運動が行われていたこともあり、放送は継続され、免許停止や剥奪の危機は免れた。
  - 9月30日 - 京都地方裁判所から財産保全命令を出す。
  - 11月 - 京都地方裁判所が更生手続開始を決定。
- 1995年（平成7年）
  - 8月 - イトマン事件関係者を排除するための100パーセント減資および100パーセント増資同時実施を柱とする更生計画案を京都地方裁判所に提出。同年10月、京都地方裁判所は更生計画を認可。
  - 10月 - 商号を株式会社京都放送に変更。呼称の「KBS京都」はロゴも含めそのまま使用を継続。
- 1998年（平成10年）9月 - KBS京都を支援してきた市民や視聴者らが、同放送局の労働組合と協力して「KBS京都アクセスクラブ」が発足。
- 1999年（平成11年）
  - 会社更生法による更生計画開始。
  - 2月 - 更生計画に基づき減資・増資実施。京都新聞社が筆頭株主に復帰。任天堂、ワコール、オムロン、京セラなど京都に本社を置く大手企業が出資し、新資本による新生KBS京都がスタート。同時に京都府や京都市も出資。これは同社の史上初の事例である。
- 2001年（平成13年）9月 - サンテレビと業務提携し三都ネットを確立。
- 2002年（平成14年） - 関西テレビから資本参加を受け、東経124/128度CS放送（スカイパーフェクTV!）「関西テレビ☆京都チャンネル」（2009年（平成21年）4月30日放送終了）との連携を深める。現在、関西テレビだけでなく同局のキー局であるフジテレビ（現：フジ・メディア・ホールディングス）も株主で、以降関西テレビおよびフジテレビとの資本提携関係を取り付ける[注釈 12]。
- 2004年（平成16年）9月 - メキシコのテレビ局「テレビサ」と相互独占配給契約を締結と発表。同年10月よりテレビサのテレビドラマを帯番組で放送開始。しかしメキシコの広告代理店との契約で問題が発生したとして2005年（平成17年）1月より放送中断。これにより社長が引責辞任、副社長・常務などが役員報酬カット。そして同年、KBSは更生会社となった1995年（平成7年）度以降初の赤字となった。なおKBSの番組がテレビサで放送されたとの報道はなかった。
- 2005年（平成17年）
  - 4月1日 - 地上デジタルテレビ放送（JOBR-DTV、比叡山親局送信所・物理チャンネル23ch、送信出力1kW、リモコンキーID5ch）の本放送を開始。
  - 『かたつむり大作戦』、第30回放送をもって終了。
- 2007年（平成19年）
  - 4月 - 東名阪ネット6に参加。
  - 6月 - 京都地方裁判所に更生手続の終結を申立。同年10月2日、同裁判所が更生手続の終結を決定。
  - 11月 - 偽装請負を行ったとして厚生労働省京都労働局から労働者派遣法に基づく是正指導を受ける[注釈 13]。
- 2011年（平成23年）
  - 4月12日 - ラジオ関西・和歌山放送・Kiss FM KOBE・ラジオNIKKEIと同時に「radiko.jp」の試験配信を開始。同10月12日に本配信へ移行。当初、配信は京都府内のみで放送対象地域の滋賀県は対象外だったが、2014年（平成26年）4月1日からは「radiko.jpプレミアム」として全国配信（有料）を開始。同10月1日からは通常配信（無料聴取）のエリアを滋賀県に拡大した（滋賀県で聴取の場合も京都本局の内容で配信）。
  - 7月 - 千代正實（ちしろ まさみ）副社長が社長に昇格。元関西テレビ放送専務で社長を6年間務めた中澤隆司社長は代表権のある会長に就任。
- 2015年（平成27年）10月 - 番組宛メールアドレスのドメイン名を「kbs.ne.jp」から「kbs.kyoto」に変更[12]。ウェブサイトのドメイン名「kbs-kyoto.co.jp」は変更なし。
- 2018年（平成30年）
  - 4月2日 - FM補完中継局開局[13]。
  - 10月 - 株式会社京都放送カルチャーセンターを吸収合併。
- 2021年（令和3年）
  - 4月1日 - radikoの通常配信のエリアを大阪府にも拡大[14]。
- 2022年（令和4年）
  - 4月 - 滋賀局を大津市に移転。
- 2024年（令和6年）
  - 12月31日 - ラジオのベリカード（受信確認証）の発行を終了[15]。

## ラジオ・テレビ共通

### 特記事項

#### 歴代社長
- 白石古京（京都新聞社社主）
- 池内調造（五十六銀行→萬年社→京都新聞社出身。1975年 - ）
- 白石英司（京都新聞社社長。- 1983年）
- 内田和隆（1983年 - 1989年）
- 福本邦雄（産経新聞社出身→政治家秘書。1989年 - 1991年）
- 奥村光林（元京都銀行専務。1991年 - ）
- 岩井栄太郎（元ハトヤ観光社長）
- 古家野泰也（弁護士。1995年 - 2002年）
- 加藤哲夫（関西テレビ出身。元テレビ愛媛社長。2002年 - 2005年）
- 中澤隆司（元関西テレビ専務）
- 千代正實（2011年4月 - 2017年6月）
- 細井俊介（2017年6月 - ）

#### アナウンサー
男性
- 1983年 宮本英樹（ - 2006年、2006年から報道部・総務部などを経て2021年復帰）
- 1995年 梶原誠、澤武博之（元北日本放送）[要出典]
- 1997年 森谷威夫
- 2021年 相埜裕樹（元岩手朝日テレビ）

女性
- 2006年 遠藤奈美
- 2010年 海平和
- 2024年 佐藤彩加（元山形テレビ）

（出典：）
契約キャスター
- 上原伊代[17]（大阪テレビタレントビューロー→タカラ、土曜遅番）
- 富永麻里子[18]（ -  2023年3月26日）→瀬戸あさ美[19]（2023年4月2日 - 2023年8月27日） （オフィスキイワード、日曜）
- 寺田有希（2023年9月10日 - 、セイ、日曜）
- 藤原美佳（ユウセイプランニング、火曜金曜[注釈 14][20]）
- 久保恵佳（オフィスキイワード 、2020年12月23日 - 、水曜日[21]→月曜遅番）

過去の所属者
- 糸居五郎（1951年入社、設立時のアナウンス部長。1954年ニッポン放送に移籍）
- 外賀徹郎
- 永田夏雄
- 岡崎保子
- 下山英三（1964年読売テレビに移籍、のちに同局アナウンス部長）
- 中川善雄
- 木村忍
- 古野由之
- 月原史郎
- 武部宏（1959年入社）
- 三好仁
- 尾崎千秋（1960年入社）
- 小崎愃（1964年 - 2015年）
- 小杉征義
- 乾一
- 飛鳥井雅和（1964年 - 2002年）
- 山口進（1966年入社）
- 久保房郎（1968年入社 - 2005年退職）
- 山崎弘士（1968年入社）
- 藤原貢三
- 山内鏡子
- 山沢あけみ
- 辻ひろ子
- 池上桂子
- 岩崎裕美
- 植月百枝
- 今井喜美子
- 横井くにえ
- 藤村寛一（1974年入社、2009年9月30日定年退職）
- 広見早苗
- 高橋真知子
- 石田泰資
- 村上祐子（1978年 - 2009年）
- 塩見祐子（1978年 - 2020年、2015年9月定年、10月嘱託、2020年9月完全退職）
- 水野潤子
- 濱野圭司（1980年 - 1994年）
- 岡野真人
- 石川智徳
- 寺西裕一（1988年 - 1993年）
- 平野賢一（1989年 - 1995年）
- 吉見由香（1995年 - 1999年）
- 堀川節子（1998年 - 2005年）
- 岩崎心平（2000年 - 2005年、東日本放送へ移籍）
- 宮内亨（2008年 - 2011年）
- 竹内弘一（2000年 - 2021年 報道部府・市政記者兼務）
- 木村寿伸（2006年 - 2021年）
- 平野智美（1998年 - 2022年）
- 佐藤由菜（2021年 - 2023年）[22]

## ラジオ

### 概要
全国ラジオネットワーク（NRN）に加盟しており、近畿地方ではラジオ大阪と共に系列の基幹局としての役割を担っている。
毎朝5時を基点とする、24時間放送を実施しているその後、5時の放送開始直前は尾崎亜美が歌うイメージソング『マイ・シャイニー・タウン』がフルコーラスで流れ、局名告知「おはようございます。こちらは京都放送 KBS京都ラジオです。京都久御山からはJOBR 周波数1143kHz 出力20kW。舞鶴からはJOBO 周波数1215kHz 出力2kW。福知山からはJOBE 周波数1485kHz 出力100W。滋賀からはJOBW 周波数1215kHz 1kW。比叡山FM補完中継局からは周波数94.9MHz 3kWでお送りしています。きょうも1日、KBS京都ラジオをお楽しみください」が入り、放送が始まる。
前述の通り、滋賀放送局（コールサイン「JOBW」）による放送では「KBS滋賀」という独自の愛称を使用しており、一部の時間帯で全エリア向けの番組と滋賀県内向けのローカル番組を放送している。2006年4月改編以降は大幅に縮小され、現在は全エリア（京都本局・舞鶴・福知山）向けの番組を制作している。その他は夏の高校野球・滋賀県大会と本大会の滋賀県代表の試合を独自に中継している。
かつては自社制作の深夜番組を編成したが、2000年代半ば以降は自社制作番組は減少傾向にある。2005年4月より文化放送の『ニュース・パレード』、同年10月からは同局の『レコメン!』とニッポン放送の『オールナイトニッポン サタデースペシャル』、2024年4月からはニッポン放送の『サンドウィッチマン ザ・ラジオショーサタデー』のネットを開始した。
1985年から3年間は、平日の日中に放送する自社制作の生ワイド番組を兼営のテレビと同時放送を行ったことがある。これは「Media Mix」と称された。
スタジオは第1スタジオ（サンシャインスタジオ）、第2スタジオ（ふれあいスタジオ）、第3スタジオの3種類がある。滋賀放送局はスタジオを別に設置して、独自番組で使用している。
地震等の大規模災害時の相互援助協定をラジオ大阪、ラジオ関西、和歌山放送と締結している。
2025年現在、日曜の放送終了時刻が23:30である。これは全国の民放AM局の中で最も早く終了する。同じ京都市内に本社・演奏所（スタジオなど）を置くエフエム京都（α-STATION）も日曜の放送終了時刻が奇数月の第2週 - 5週は23:00で放送を終了しており全国の民放FM局の中で最も早く終了する。

### 受賞
- 「諸口あきらの流れ者の唄」[26][27][28]

2023年、火曜会第5回ラジオスピリッツにおいて最優秀賞を受賞。同年、日本民間放送連盟賞近畿地区ラジオエンターテインメント番組部門第1位、中央審査に進み優秀賞を受賞。

### 放送局
| 親局         | 識別信号 | 周波数  | 空中線電力 | 備考             |
| ------------ | -------- | ------- | ---------- | ---------------- |
| 京都         | JOBR     | 1143kHz | 20kW       | [ 29 ]           |
| 中継局       | 識別信号 | 周波数  | 空中線電力 | 備考             |
| 舞鶴         | JOBO     | 1215kHz | 2kW        | [ 注釈 24 ]      |
| 福知山       | JOBE     | 1485kHz | 100W       |                  |
| 滋賀         | JOBW     | 1215kHz | 1kW        | 通称：KBS滋賀    |
| FM補完中継局 | 識別信号 | 周波数  | 空中線電力 | 備考             |
| 比叡山       |          | 94.9MHz | 3kW        | 2018年4月2日開局 |

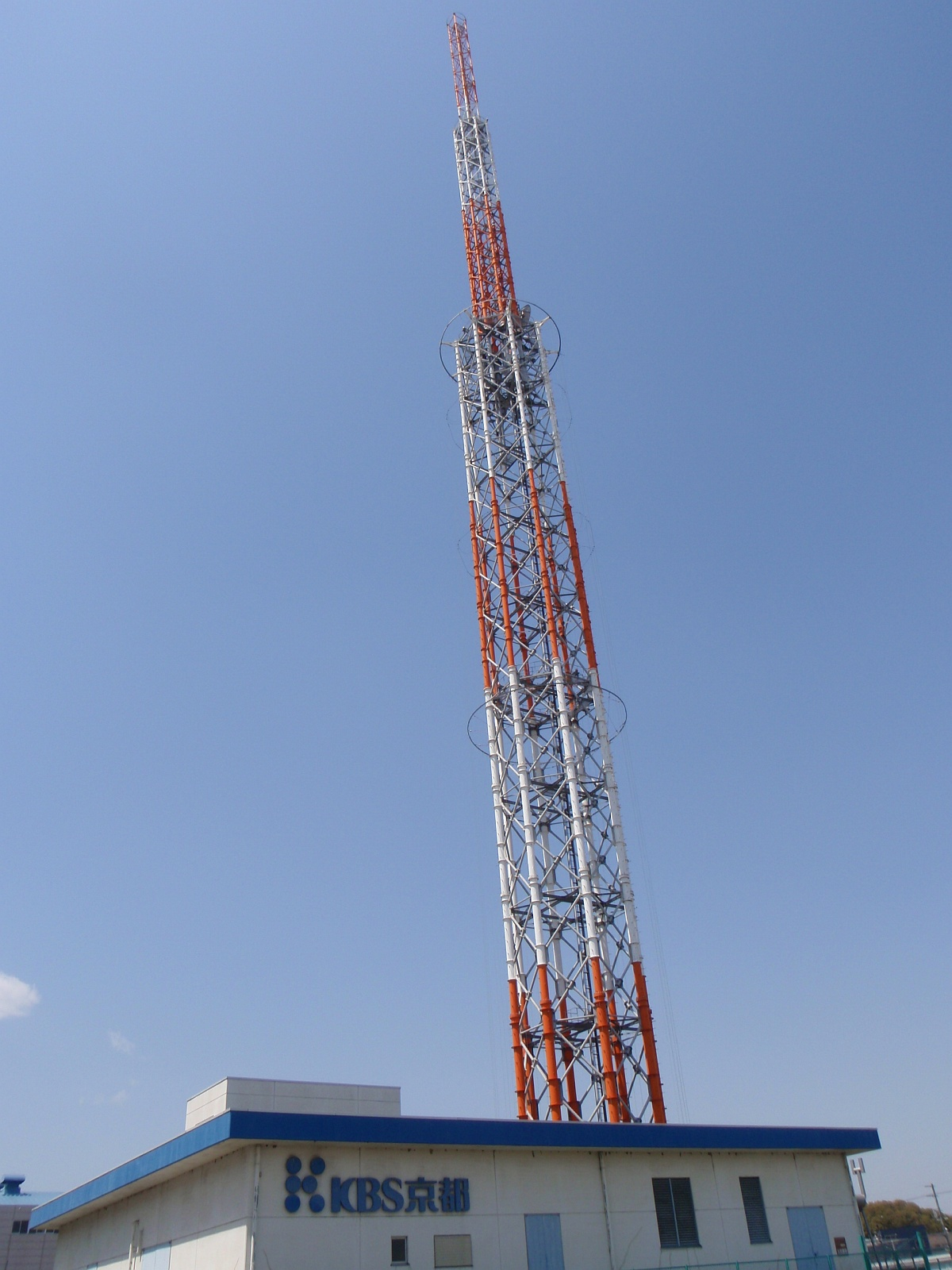
京都放送局の送信所（久世郡久御山町）
高さは137mあり、AMラジオ単独の設備としては日本では数少ない「自立型タワー」である。写真

また、比叡山の周波数94.9MHz（空中線電力 3kW/ 実効輻射電力 5.5kW）は、日本においてNHK・民放を含めたFM局では最も高い周波数である。
（出典）

#### 聴取可能エリア
放送対象地域以外に、FM放送は名古屋や岐阜などでも聴取可能なエリアが一部ある。

### 特記事項

#### サテライトスタジオ
- 過去にあったもの
  - 長浜まちづくり役場内[31][32]
  - 太秦映画村内[要出典]
  - 髙島屋京都店1階（西日本で初のサテライトスタジオ）[10]
    - 2016年10月29日から11月3日まで期間限定で復活した[10]。

#### α-STATIONとの合同企画
- 2006年 - 2010年 「KYOTO RADIO DAY」
- 2014年 「京都駅ビル　ラジオフェスタ」（京都駅ビルから両局それぞれ公開生放送）[33]
- 2017年 「鉄道パラダイス~Kyoto Radio Festa」（京都駅ビル駅前広場から公開同時生放送）[34]
- 2019年 「Kyoto Radio Festa 2019」（京都駅ビルから公開同時生放送）[35]
- 2020年 「~ピンクリボン京都Presents~ Pink ribbon Heartful message」（KBSでは10月25日、α-STATION では10月26日に放送）[36]
- 2021年 「つくる、きょうと。」（同時生放送）[37]
- 2021年「ラジオで、つながる」（両局それぞれ月1回放送）

## テレビ

### 概要
全国独立放送協議会に加盟する独立放送局。リモコンキーIDは「5」。
24時間放送は実施しておらず、水曜深夜（木曜未明）は26:38（翌日2:38）、日曜深夜（月曜未明）は26:43（翌日2:43）、他は27:03（同3:03）までには全ての番組を終え、EPGではクロージング後18分間の「試験電波（CL後）」と表示されるが、大抵は10分以内で電波の送信を停止。放送休止中は基本的に、台風接近時もしくは地震発生時などを除いて停波するかカラーバーを流す。また、翌日付早朝番組は概ね5:25にオープニング→5:27から放送を開始する。その前の約33分間（4:52 - 5:25）に「試験電波（OP前）」が放送されるが、試験電波の開始時間は日によってそれよりも前後する。
兵庫県のサンテレビとは古くから関係が深い。2001年には業務協定を結んで三都ネットを形成し、これに伴い翌2002年度は生放送の同時ネット番組『らぶかん』も放送したことがある。
2007年（平成19年）4月に結成された東名阪ネット6にも、同局と共に参加している。
自社制作のオリジナル番組の他、他のキー局系列局で放送されていない、キー局などが制作した番組の一部もネットしている。特に2000年代にフジテレビと資本提携を結んだ関係で、同局の番組が複数放送されている。また、フジテレビの系列局である関西テレビとも関係が深く、共同で番組を制作したり、『関西テレビ☆京都チャンネル』（既に廃局）に番組を供給したりしていた。また、開局から1年間に限り『NHKニュース』を朝・昼・夜に同時ネットで放送していた。
また、地方局では独自のドラマ番組をいくつも手掛けており、その多くが大学との産学連携により制作されたものである。また、英語圏の海外ドラマや台湾・韓国・タイ・中国製歴史ドラマなどのアジアドラマも買い付け元からの番組販売によって積極的に放送をしており、2004年（平成16年）にはメキシコのドラマを放送したこともあった。
字幕放送は長年行なっていなかったが、2010年（平成22年）2月19日のバンクーバーオリンピック中継で初めて実施し、同年6月より海外ドラマ『デッド・ゾーン』より定期番組でも開始した。対象番組で表示するテロップは当初は「字幕（左段）・多重（右上）・放送（右下）」というもので、2011年7月のアナログ放送終了までは「デジタル放送では字幕多重放送もお楽しみいただけます」というテロップが表示されていた。後に長方形枠に「字幕放送」という表示になった。なお、番組販売により放送しているものでは一部を除き行われていない。
2022年（令和4年）群馬テレビがマルチ編成を実施したことに伴いサブチャンネルが設定されていない唯一のテレビ局となった。従って隣接するサンテレビや三重テレビのようなマルチ編成は行っていない。また、同じく隣接する奈良テレビのようにワンセグの独自編成も行ったことはない。
近年は、BS11でもレギュラー番組『京都浪漫 悠久の物語』、『京都画報』や特別番組『五山送り火』、『京都紅葉生中継』、『京都夜桜生中継』をネットし全国どこでもテレビで当局制作の番組が視聴出来るようになった（いずれも共同制作）。また、BS11との共同制作番組は、どの番組であってもKBS京都側でもBS11を運営する日本BS放送の親会社であるビックカメラ（筆頭株主・2023年5月までビックカメラJR京都駅店が存在したほかビック×コジマ高野店が子会社のコジマの運営で京都府内で唯一存在）が必ず提供している。
また、BS12 トゥエルビでも『京・ごはんたべ』、『欧州ワイン紀行～銘醸ワインの産地を訪ねて～』をネットしたことがある（いずれも共同制作）。
手話ニュースは、1995年2月西日本の民放で初めて導入した。スタート当初は、平日の17:00から15分間だったがしばらくして12:55から5分間に変更し2024年現在は11:55から5分間放送している（但し、京都府議会、京都市会がある場合は12:55）。なお手話ニュースを平日の帯番組として放送している民放は当局が唯一である。

### 主な番組
同局ホームページにて、タイムテーブルをダウンロードすることができる。

### ネットワークの変遷
- 1969年（昭和44年）4月1日 - 近畿放送テレビとしてアナログ本放送を開始（JOBR-TV、34ch）。日本テレビ・フジテレビ・日本教育テレビ（現：テレビ朝日）の準キー局未ネット番組のネットを開始し独立放送局としての第一歩を記す。
- 1975年（昭和50年）3月31日 - MBSテレビから東京12チャンネル（現・テレビ東京）の番組を引き継ぐ。これにより同局主体の編成に。
- 1982年（昭和57年）3月1日 - テレビ大阪の開局に伴いテレビ東京の番組を打ち切る。この年からテレビ神奈川（TVK）・千葉テレビ放送（CTC）・テレビ埼玉（TVS）と相互関係を結んでいる。なおこの頃は、テレビ東京とは番組を受けるだけでなく、自社取材の映像をテレビ東京に送る関係でもあり、テレビ東京取材の映像が自社ワイドニュース内で使われる関係でもあった。
- 2001年（平成13年）10月 - 東京メトロポリタンテレビジョン（当時東京MXテレビ）より「白沢みきのモーニングTOKYO」の同時ネットを開始する。この3年ほど前、同局（当時MXTV）ではKBS京都の「あなたが裁く!」もVTRネットされる。
- 2007年（平成19年）4月1日 - テレビ埼玉・テレビ神奈川・千葉テレビ・三重テレビ・サンテレビと東名阪ネット6を結成する。
- 2013年（平成25年）4月1日 - 東京メトロポリタンテレビジョン（TOKYO MX）から『5時に夢中!』の同時ネットを開始する。（2020年（令和2年）9月30日をもって終了）

### テレビ東京との関係
現在は独自編成を原則としているが、テレビ大阪の開局前は東京12チャンネルの番組が多数同時ネットで放送していたほか、『こんにちは!奥さん2時です』など共同制作番組も手掛けていた。
テレビ大阪の開局以降は、協定により原則としてテレビ東京の番組を同時ネットすることを禁止されたが、テレビ大阪の放送対象地域が大阪府のみに留まっており、京都府内で視聴できない地域が多いため、テレビ東京（TXN）系列のごく一部の番組を時差ネットで放送している。
1980年代には、自社制作のニュース番組『タイムリー10』において全国ニュースを放送しており、素材はテレビ東京から提供された（該当する項目で「協力：テレビ東京」のテロップを表示）。また、2000年代には、プロ野球の日本シリーズの中継をサンテレビと共に同時ネットしたことがある。また、『夏樹静子トラベルサスペンス』や『大江戸捜査網』などテレビ東京系列での放送終了から一定期間が経ち、著作権が制作会社に移行したドラマ作品も放送されているが、オープニングやエンディングが差し替えの番組もある。
この他、自主制作の中央競馬中継においても、関西以外の地方でのメインレースはテレビ東京や系列各局からの中継を受けている。これは、テレビ大阪の開局前から競馬番組を制作していることによるもので、テレビ大阪では中央競馬中継をしていない。また、同番組は西日本の一部テレビ東京系列局、および、テレビ東京との取引関係がある他系列局でも同時放送されている。
2009年（平成21年）3月まではテレビ東京の『ワールドビジネスサテライト』を同系列での本放送終了直後に時差ネットしていた。
なお、テレビ東京の菅谷定彦社長（当時）は2007年5月31日の定例記者会見で、アナログ放送が終了する2011年からを目途に、放送対象地域が大阪府に限定されているテレビ大阪について兵庫県や京都府へも拡大する構想を発表したが、その後は特に動きはない。

### 関西テレビ・フジテレビとの関係
2002年（平成14年）の株式割り当て増資の際、フジテレビと関西テレビから資本強化の提供を取り付けた。
これに合わせ、当時関西テレビが運営していた専門チャンネル『関西テレビ☆京都チャンネル』において番組を共同で制作・放送するようになった。2009年（平成21年）4月30日に同チャンネルは閉局したが、2023年現在も祇園祭・山鉾巡行の生中継をBSフジで同時放送するなど、両局との関係は続いている。
Jリーグ中継のスカパー!向けの放送では、Jリーグが各地元放送局などに制作を委託する形を取った2007年 - 2012年まで、KBS京都テレビが京都サンガF.C.主管試合の製作を担当していた（2012年には地上波でも放映）。また、2011年からはセレッソ大阪の主管試合を関西テレビが担当している。
なお、関西テレビのアナウンサーがKBS京都テレビに出向出演したこともある（岡安譲、杉山一雄、中島優子ら）。

### KBS京都におけるテレビアニメ事情
KBS京都では、1990年代には夕方を中心に多くのテレビアニメを放送しており、平日の17時台から18時台もしくは18時台から19時台にかけて、番組販売を通じて購入した他局制作の旧作を複数放送していたが、2003年（平成15年）春に廃止されている。それ以降、しばらくは土曜日と日曜日のみの編成となったものの、2006年（平成18年）4月より『アニメでおはよう』（後に『アニメでおはよっ!』に改題）と題した番組枠が設けられ、事実上の復活となった。2013年（平成25年）4月からは火曜日19時台にテレビ朝日制作の特撮番組（2013年（平成25年）4月から2015年（平成27年）9月までは他局で放送した旧作アニメ）を、2015年（平成27年）4月からは月曜日19時台に新作アニメを放送する枠が設けられている。
2000年代後半以降は、主に深夜帯に放送されている。深夜帯での放送を始めて間もない頃は、キー局で放映された一部の番組（主にフジテレビやテレビ朝日で本放送されたもの）を近畿圏で唯一ネットする例がしばしばあった。現在は、独立放送局を中心に放送する作品群（いわゆるUHFアニメ）が中心となっている。また、かつては他局で深夜帯に本放送される番組を、土曜日の朝や昼前に放送していた時期があった。
1998年（平成10年）からは、時間帯を問わず視聴時の注意喚起のテロップが表示されている。また、2007年（平成19年）4月中旬から2008年（平成20年）7月までの間は、日中の番組（一部除く）の「本編開始前」と「Bパート開始前」にわかさ生活のマスコットキャラクター「ブルブルくん」による視聴上の注意を促すCMが放送されていた（テレビ大阪やTOKYO MXでも同時期に放送）。なお、続く2008年（平成20年）8月から2009年（平成21年）9月までの間にも、同社の通常の商品CMが番組直前に流れていた。
2007年（平成19年）12月10日に地上デジタル放送（地デジ）対応のマスターの運用を開始して、デジタル放送において画面比16:9のSD画質制作の番組もフルサイズで放送するようになった（額縁放送の解消）。

### 地上デジタル放送移行について
2009年（平成21年）以降は、アナログ放送においてレターボックスが付加される番組では、デジタル放送と同様にチャンネルロゴ表示が表示されていた（一部の番組を除く）。
さらに、2010年7月5日より同様に各局で行なわれていた、アナログ放送の全番組へのレターボックスの付加は、前述の「アナログ」表示と画面下のアナログ放送終了告知と共に、2011年1月12日より行なっていた。
2011年7月1日から各局で行なわれていた、画面左下のアナログ放送終了までの日数カウントダウンは、7月5日より実施した。2011年7月24日正午をもって地上アナログ放送を終了した。

### 送信所
「※」を付した局は、垂直偏波で送信している。
- 親局 - 京都市左京区一乗寺延暦寺山（比叡山）[44]
  - JOBR-DTV 23ch（リモコンキーID「5」、チャンネル番号「051」）・空中線電力1kW 実効輻射電力4.9kW[45]
  - リモコンキーIDの「5」は、独立放送局ではテレビ和歌山と同じものである。全国的にはテレビ朝日系列（ANNフルネット加盟局）で多く使われるが、朝日放送テレビを含む在阪広域局4局がいずれもアナログ親局と同じ番号（朝日放送テレビは「6」）を引き継いだため、残りの番号を近畿総合通信局が独立放送局間で放送地域が被らないように振り分けた結果、本局とテレビ和歌山は「5」が割り当てられた。また、論理チャンネルが051のみのためマルチ編成は不可能（本局のみ）。
- 隣接6府県で越境受信する場合、三重県を除き「5」は空いているためそのまま「5」となる。
  - 三重県はTBS系列のCBCテレビが「5」（アナログ親局5chを踏襲）のため051-1となる。
- 近畿放送時代、初期の局名告知では「京阪　34ch」と紹介されていたが、KBS京都TVを愛称にしてからは「京都　34ch」へ変わった（ただし、自社発行の番組表、朝日新聞大阪本社、朝刊紙移行後の大阪日日新聞の地上波テレビ番組欄の局名カットにおいては「京阪 34」という紹介があった）。
- 中継局[5]
  - 舞鶴 23ch 10W
  - 宮津 23ch 10W
  - 福知山 23ch 20W
  - 中舞鶴 28ch 1W ※
  - 峰山 23ch 3W
  - 久美浜 23ch 1W ※
  - 野田川 28ch 1W ※
  - 亀岡 23ch 3W
  - 山科 30ch 1W
  - 山城田辺 43ch 1W
  - 和束 28ch 1W
  - 伏見桃山 30ch 1W
  - 宇治田原 37ch 0.3W
  - 宇治志津川 30ch 0.01W
  - 京都大原 42ch 0.3W ※
  - 京都八瀬 30ch 0.01W
  - 京都八幡 50ch 0.3W
  - 上夜久野 40ch 0.3W
  - 京都大岩山 23ch 1W
  - 丹波 21ch 1W
  - 田辺大住 50ch 0.01W ※ [注釈 40]

- アナログ送信所（2011年（平成23年）7月24日停波時点）
  - 京都親局JOBR-TV 34ch・映像10kW/音声2.5kW
  - 舞鶴 57ch 100W - 舞鶴市（槙山）
  - 宮津 39ch 100W - 宮津市（鼓ヶ岳）
  - 福知山 56ch 200W - 福知山市（烏ヶ岳）
  - 中舞鶴 37ch 10W - 舞鶴市（白鳥峠） ※
  - 峰山 40ch 30W - 京丹後市（西山テレビ塔）
  - 久美浜 41ch 10W - 京丹後市（熊野神社西方） ※
  - 野田川 40ch 10W - 与謝郡与謝野町（美国次郎山系） ※
  - 亀岡 41ch 30W[注釈 41] - 亀岡市（牛松山）
  - 京北 47ch 10W - 京都市右京区（城山）
  - 園部 53ch 3W - 南丹市（木崎北）
  - 丹波 42ch 10W - 船井郡京丹波町（吉尾山）
  - 夜久野 42ch 3W - 福知山市（JR西日本下夜久野駅南方）
  - 山科 62ch 10W - 京都市山科区
  - 日吉殿田 54ch 1W - 南丹市日吉町殿田（大向山）
  - 宇治田原 54ch 3W - 綴喜郡宇治田原町
  - 大岩山 40ch 10W - 京都市山科区（大岩山）
  - 将軍塚 48ch 10W - 京都市東山区
  - 山城田辺 47ch 10W - 京田辺市（天王の山）
  - 和知 41ch 3W - 船井郡京丹波町（升谷の山）
  - 丹波美山 53ch 10W - 南丹市（和泉の山）
  - 丹波美山東 42ch 3W - 南丹市（広瀬の山）
  - 上夜久野 53ch 3W - 福知山市
  - 京都大原 54ch 3W - 京都市左京区大原（水谷山） ※
  - 和知西 53ch 3W - 船井郡京丹波町（女崎山） ※
  - 和束 40ch 10w - 相楽郡和束町（湯谷山）
  - 丹波豊田 42ch 0.1W - 船井郡京丹波町（須知高校裏） ※
  - 日吉上胡麻 61ch 0.1W - 南丹市（丸山）
  - 舞鶴寿 57ch 0.1W - 舞鶴市（大和紡績舞鶴工場北方）
  - 宇治志津川 54ch 0.1W - 宇治市
  - 田辺大住 51ch 0.1W - 京田辺市（パナソニック電工研究所裏）
  - 京都松ヶ崎 37ch 10W - 京都市左京区（城山）
  - 京都八瀬 57ch 0.1W - 京都市左京区
  - 網野浜詰 40ch 0.1W - 京丹後市 ※
  - 八幡 43ch 3W - 八幡市（男山）
  - 宇治桃山 57ch 10W - 宇治市（宇治高尾山）

#### ケーブルテレビ再放送局
以下の京都府外のケーブルテレビでは区域外再放送が行われている。
地上デジタル放送への完全移行後も、大多数の局が再放送を継続している。
- 近畿広域
  - eo光テレビ（FTTH配信。京都府全域のほか、奈良県、滋賀県、大阪府の一部地域[注釈 42]）
- 福井県
  - 嶺南ケーブルネットワーク（RCN）
  - 美方ケーブルネットワーク（MMネット）
  - ケーブルテレビ若狭小浜（チャンネルO）
  - eo光テレビ（大飯郡高浜町のみ）
- 滋賀県
  - 東近江ケーブルネットワーク
  - ZTV（県内）
- 奈良県
  - 近鉄ケーブルネットワーク（KCN　四條畷市も含む）
- 大阪府
  - ケイ・キャット（枚方市でHFC配信のものを視聴している世帯）
  - テレビ岸和田
  - J:COMウエスト
    - J:COM 大阪セントラル（デジタル放送は2011年・平成23年7月19日より）
    - J:COM 豊中・池田（デジタル放送は2010年・平成22年1月13日より）
    - J:COM 吹田（デジタル放送は2009年・平成21年12月1日より）
    - J:COM 高槻（同上）
    - J:COM 東大阪（同上）
    - J:COM 北河内（同上）
    - J:COM 北摂（デジタル放送は2011年・平成23年7月19日より）
    - J:COM 堺（同上）
    - J:COM かわち（同上）
    - J:COM 和泉・泉大津（同上）
    - J:COM 南大阪（同上）
    - J:COM りんくう（同上）

上記のJ:COM各局では、デジアナ変換は行なわれていない。このため、京都放送労働組合は同地域における視聴者数の減少や地域住民に不満があることを指摘した上で、J:COMに対してデジアナ変換の実施を要請するよう求めている[47]。
- 兵庫県
  - ベイ・コミュニケーションズ
  - 朝来市ケーブルテレビ
  - 養父市ケーブルテレビジョン（ふれあいネット）

#### 可視聴エリア
公式サイト内に掲載されている「エリア図」によると、京都府全域を初め、大阪府、滋賀県の大部分と奈良県、兵庫県、福井県の一部でも視聴が可能で、デジタル放送の放送区域内世帯数は約125万世帯に上る。

### 放送事故
放送事故発生時に流れる映像は、「しばらくお待ち下さい」という文字の下に、怪我をして包帯を巻いた熊のイラストが配されたものである。また、1990年代にはヨットのイラストが配されたものが使われていた。

#### 競馬番組におけるもの
- 2001年（平成13年）2月3日の11時過ぎ、本社で電源設備の更新作業を行っている最中に、本来なら後日通電する予定だった負荷開閉器を作業員が誤って通電したため、局舎内の電気系統に過大な電圧がかかり、テレビ・ラジオの放送番組の送出停止事故が発生した。
  - その後、ラジオは11時40分頃に再開した。テレビも12時過ぎに競馬中継用に準備していた京都競馬場の映像を使って再開し、競馬中継の終了した16時30分から定時放送に戻した。しかしテロップを表示することができなくなり、スタッフが画用紙に手書きしたフリップを映したり、競馬のレース結果発表時には競馬場内向けのモニター画像を利用したりした。
  - この日の競馬中継では、メインレースの配信元であるTVQ九州放送（小倉競馬場）やテレビ東京（東京競馬場）からの中継が受信できなくなったため、映像はJRAの公式映像（グリーンチャンネルと同一内容）を、音声はラジオたんぱ（現在のラジオNIKKEI）から供給を受けて対処した。
  - またCMバンクも故障したため、競馬中継内ではCMを省略したほか、以降の番組でもACやJAROといった公共CM、競馬中継の関係で映像を借りることができたJRAのCMが頻繁に流れることとなった。
  - 翌日にはテロップの表示機能が回復したが、番組開始時に映像が出ないなどの事故がたびたび続いた。また、翌々日の月曜日深夜には当時遅れネットしていた『ワールドビジネスサテライト』が放送できなくなるなど、完全復旧には3 - 4日程を要した。

#### アニメ番組におけるもの
- 2003年（平成15年）7月放送の『ダイバージェンス・イヴ』では、番組内であらかじめ挿入されているテロップと局側が表示する視聴上の注意喚起のテロップが重なって表示された。番組終了後、改めて第1話から再放送された。
- 2005年（平成17年）3月4日放送の『まじかるカナン』では、当日は第9話を放送予定であったが、テープのスタンバイミスにより誤って次の第10話を先行して放送した。一方で、キューシートは第9話のもので進行したために番組パートの矛盾が生じ、提供テロップが遅れて表示されたり、Aパート終了後CMが流れずに画面が暗転し、Bパート開始のアイキャッチ直後に流れたりした。翌週に第9話と第10話を連続で放送する措置がなされたほか、お詫びのテロップも表示された。
- 2006年（平成18年）10月4日放送の『となグラ!』第13話（最終回）では、CMの切り替えで障害が発生。翌週月曜の深夜に振り替えて放送された。

## 関連書籍
- 『よみがえれKBS京都』（つむぎ出版、1996年（平成8年）8月刊行、ISBN 978-4876681099） - KBS京都存続問題をテーマにした単行本。
- 『守った放送の灯 -KBS京都再建への道-』（かもがわ出版、2009年（平成21年）8月刊行、ISBN 9784780302981） - KBS京都再建への道のりをテーマにした単行本。